# Rodney Van Johnson
Rodney Van Johnson (ur. 20 lutego 1961 w Cincinnati) – afroamerykański aktor.
Żonaty z Carmen Obando, ma z nią dwóch synów: Quincy'ego (ur. 2000) i Alexisa Antonia Benjamina (ur. 2005).

## Wybrana filmografia
- 1997–1998: Baza Pensacola (Pensacola: Wings of Gold) – porucznik Wendell McCray
- 1998:  Szaleję za tobą (Mad About You) – strażnik parku (gościnnie)
- 1998–1999: Żar młodości (Young and the Restless, The) – Trey Stark
- 2000: Przyjaciółki (Girlfriends) – Marcus Stokes (gościnnie)